# Francesco Signorelli
Francesco Signorelli (Cortona, 1490 circa – Cortona, 1553) è stato un pittore italiano del XVI secolo, nipote del celebre Luca Signorelli.

## Biografia
Le notizie biografiche riguardanti la vita e la formazione di Francesco Signorelli sono scarsissima e la maggioranza di esse è ottenuta attraverso le sue opere.
Nacque a Cortona intorno agli anni '90 del 1400, probabilmente verso il 1495.
Operò per tutta la vita nella nativa Cortona, nei suoi dintorni e in Umbria. Era nipote, pupillo, collaboratore ed erede artistico di suo zio, il celebre pittore e affrescatore Luca Signorelli.
Lo stile di Francesco richiama quello più tardo, più maturo, dello zio Luca ed operò principalmente nei decenni successivi alla morte dello zio, morto nel 1523. Dipinse principalmente opere a tema religioso su commissione delle chiese locali.
Francesco Signorelli morì a Cortona nel 1553.
Delle sue opere conosciute in Italia ne sono un esempio le due seguenti: la prima, raffigurante l'Immacolata Concezione, è custodita al Museo Civico di Gubbio ed è firmata dal pittore stesso in una pergamena ai piedi di una delle figure dipinte (Francicvs De Signiorellis De Cortona Pingebat). Invece, la seconda è sempre un'"Immacolata Concezione" (o Allegoria dell'Immacolata Concezione) e quest'opera rappresenta uno dei tre dipinti commissionati a Luca Signorelli dalla Compagnia di Gesù per i tre altari della propria Chiesa del Gesù a Cortona (oggi è custodita al Museo Diocesano della stessa città) ed essi vennero eseguiti dalla bottega del Signorelli; la maggior parte dei critici d'arte riconosce nell'Immacolata Concezione le caratteristiche stilistiche del nipote ed erede artistico di Luca Signorelli, Francesco Signorelli per l'appunto.
Altri esempi della sua opera sono custoditi oltre i confini nazionali italiani. Uno di questi è un'opera raffigurante una Madonna col Bambino e oggi fa parte della collezione della Walker Art Gallery di Liverpool, nel Regno Unito, che l'ha acquisita nel 1948 tramite una donazione della Liverpool Royal Institution. Quest'opera è visibilmente, per la composizione generale, una copia leggermente più grande della Madonna col Bambino (c. 1505–1507) di Luca Signorelli al Metropolitan Museum of Art di New York. Poi, invece, un altro esempio è il Cristo e Santa Marta del Museum of Fine Arts di Boston (USA), che ha acquisito l'opera nel 1919 tramite la donazione di Mr. e Mrs. William de Forest Thomson.
Ancora, un tondo olio su tavola a lui attribuito e raffigurante la Sacra Famiglia coi Santi Giovanni, Elisabetta e Zaccaria venne battuto all'asta nel 2013 da Sotheby's e venduto a un collezionista privato per 25.000 $, nonostante un valore iniziale stimato tra i 30.000 e i 50.000 $. La datazione di questa tavola ruota tra il 1530 e il 1540, come proposto da Larry Kanter. Quest'opera è segno del legame di Francesco con suo zio Luca, infatti essa segue per tema e composizione generale quella della Sacra Famiglia con i Santi Giovanni, Elisabetta e Zaccaria di Luca Signorelli, realizzata precedentemente quella di Francesco e custodita oggi nella Gemäldegalerie di Berlino. Una variante della presente opera, sempre di Francesco Signorelli, ma di dimensioni minori, fu precedentemente venduta all'asta a New York da Christie's nel 1984.

## Opere
- Madonna col Bambino, olio e tempera su tavola di pioppo, 59×50.1 cm, c. 1508 (Walker Art Gallery, Liverpool, Regno Unito)[6]
- Immacolata Concezione o Allegoria dell'Immacolata Concezione (commissionata allo zio Luca Signorelli), dipinto su tavola, 217×210 cm, c. 1521–1523 (Museo Diocesano, Cortona)[5]
- Immacolata Concezione, dipinto su tavola, post 1527 (Museo Civico, Gubbio)
- Sacra Famiglia coi Santi Giovanni, Elisabetta e Zaccaria, olio su tavola, 87.6 cm di diametro, c. 1530–1540 (collezione privata)[3][8]
- Cristo e Santa Marta, olio su tavola, 42.5×37.4 cm, XVI secolo (Museum of Fine Arts, Boston, USA)[4]

## Galleria d'immagini

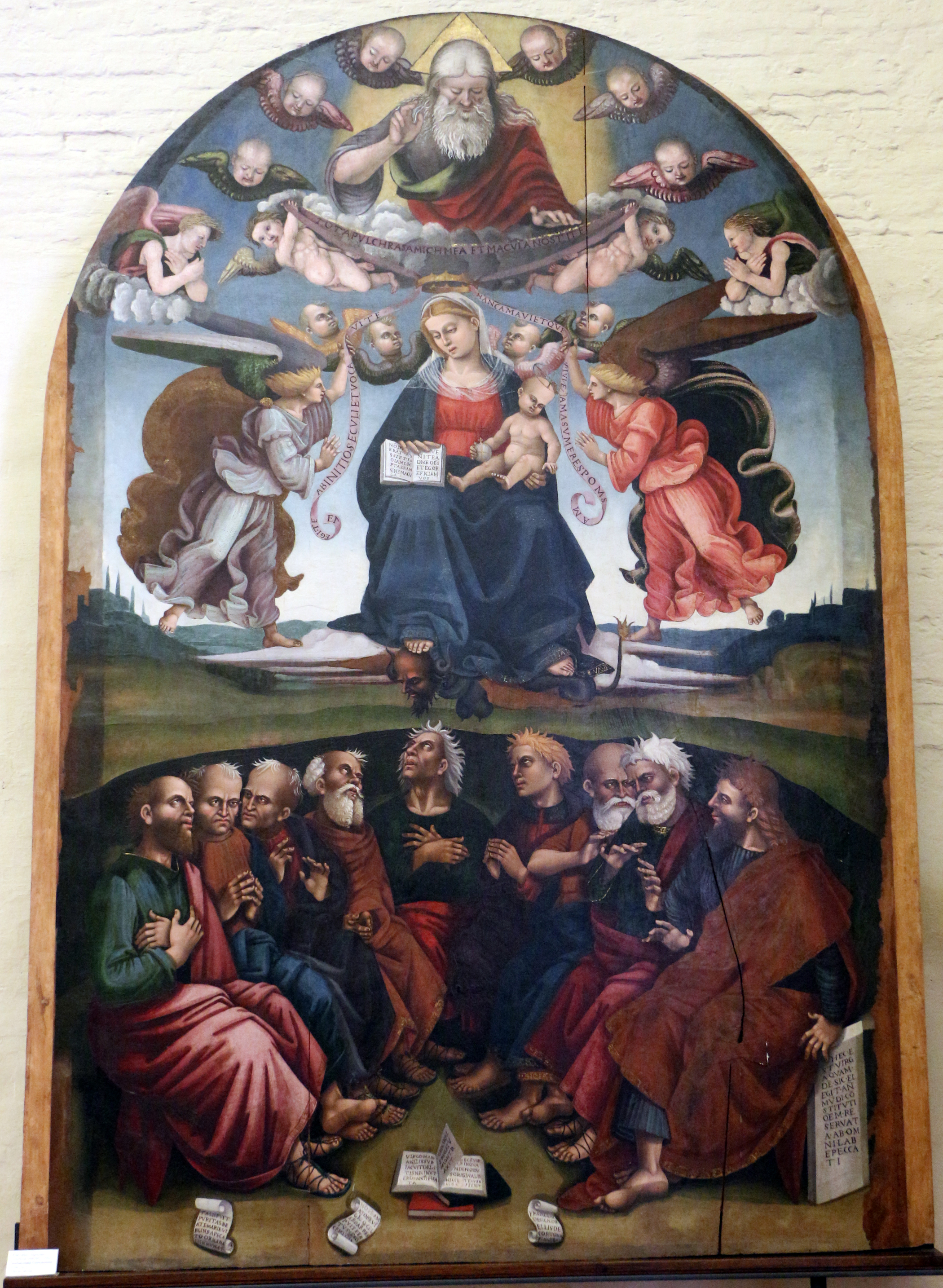
Immacolata Concezione
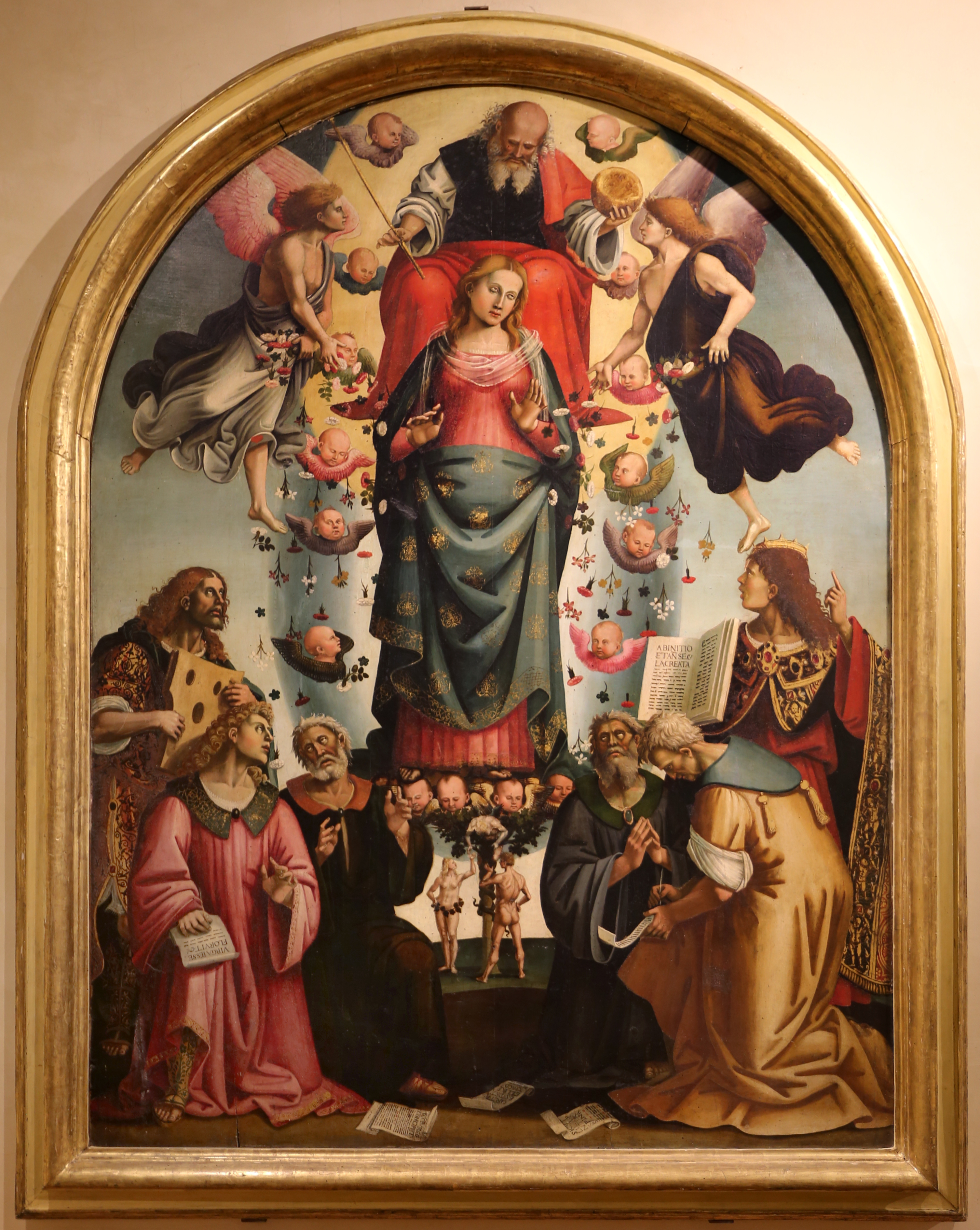
Allegoria dell'Immacolata Concezione
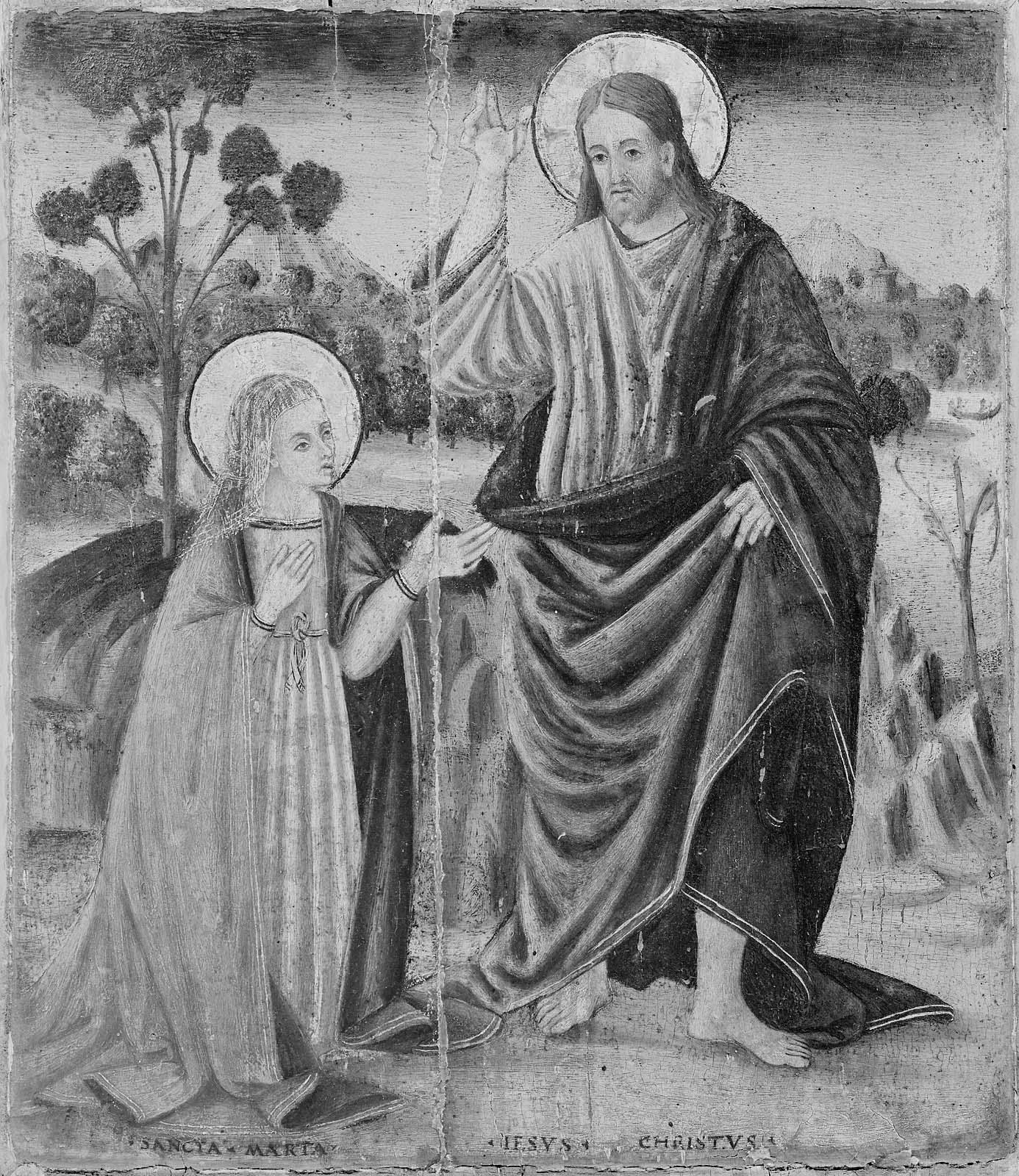
Cristo e Santa Marta